# Peine de mort au Delaware
Le Delaware était l'un des trois États américains ayant le taux d’exécution par habitant le plus élevé. Depuis 1976, il a également exécuté 14 personnes (la première ayant eu lieu en 1992). Un seul de ces condamnés a préféré la pendaison à l'injection létale, Billy Bailey (en), le choix du mode d'exécution lui ayant été donné car son crime était antérieur à 1986 et qui fut le dernier condamné à être pendu aux États-Unis. Aucun autre condamné ne remplissant cette condition au Delaware, la potence a été démontée. Depuis 2001, seules trois exécutions ont eu lieu : la première en 2005, la seconde en 2011  et la dernière en 2012.
En moyenne, les condamnés sont exécutés huit ans après leur condamnation, alors que dans les autres États les exécutions ont lieu en moyenne après au moins quinze années de bataille judiciaire.
Le juge peut prononcer la peine de mort même contre l'avis du jury, c’est également lui qui signe l’ordre d'exécution et en fixe la date. Le gouverneur a le droit de faire grâce après avis conforme du bureau des grâces. Les exécutions ont lieu à Smyrna à minuit une, en présence d’une dizaine de témoins.
Le 3 janvier 2012, le juge John A. Parkins a annulé la condamnation à mort de Jermaine Marlow Wright pour meurtre en 1991. Wright pourrait être prochainement libéré sous caution .
En 2012 pour la première fois, le bureau des grâces a recommandé la clémence en faveur d'un condamné dont l'exécution est prévue, Robert Gattis. L'avis a été voté par quatre voix contre une. Le 17 janvier 2012, le gouverneur Jack Markell choisit d'épargner la vie de Robert Gattis dont l'exécution était prévue le 20 janvier 2012. Il suit donc l'avis du comité des grâces. La défense avait fait des nombreux abus sexuels dont a été victime Gattis durant son enfance pour obtenir la clémence, ces circonstances atténuantes ayant été passées sous silence lors du procès initial. Gattis est donc finalement condamné à la prison à vie sans possibilité de remise de peine,.
Le 2 août 2016, la Cour suprême du Delaware déclarait les procédures de sentences anticonstitutionnelles, faisant du Delaware un état sans application valide de la peine de mort.

## Exécutions entre 1974 et 2016
Les exécutions avait lieu à Smyrna, au James T. Vaughn Correctional Center.
| #  | Criminel           | Date              | Méthode(s)       | Crime(s)                                                                        | Gouverneur      |
| -- | ------------------ | ----------------- | ---------------- | ------------------------------------------------------------------------------- | --------------- |
| 1  | Steven Pennell     | 14 mars 1992      | Injection létale | Meurtre entre 1987 et 1988 de cinq femmes après les avoir torturées et violées. | Michael Castle  |
| 2  | James Red Dog      | 3 mars 1993       | Injection létale | Meurtre entre 1990 et 1991 de cinq personnes dont une femme qu'il a violée.     | Tom Carper      |
| 3  | Kenneth De Shields | 31 août 1993      | Injection létale | Meurtre en 1984 d'une femme en lui tirant dessus.                               | Tom Carper      |
| 4  | Andre Deputy       | 23 juin 1994      | Injection létale | Meurtre en 1979 d'un couple de retraité avec un couteau de boucher.             | Tom Carper      |
| 5  | Nelson Shelton     | 17 mars 1995      | Injection létale | Meurtre en 1992 d'un homme battu à mort avec un marteau.                        | Tom Carper      |
| 6  | Billy Bailey       | 25 janvier 1996   | Pendaison        | Meurtre en 1979 d'un couple de retraité dans leur ferme en leur tirant dessus.  | Tom Carper      |
| 7  | William Flamer     | 30 janvier 1996   | Injection létale | Meurtre en 1979 d'un couple de retraité avec un couteau de boucher.             | Tom Carper      |
| 8  | James Clark        | 19 avril 1996     | Injection létale | Meurtre en 1994 de ses parents adoptifs pour toucher leur assurance vie.        | Tom Carper      |
| 9  | David Lawrie       | 23 avril 1999     | Injection létale | Meurtre en 1992 de sa femme, et de trois enfants en incendiant leur maison.     | Tom Carper      |
| 10 | Willie Sullivan    | 24 septembre 1999 | Injection létale | Meurtre en 1991 de son ex-employeur en le poignardant.                          | Tom Carper      |
| 11 | Dwayne Weeks       | 17 novembre 2000  | Injection létale | Meurtre en 1992 de son ex-femme et de son nouveau petit ami.                    | Tom Carper      |
| 12 | David Dawson       | 26 avril 2001     | Injection létale | Meurtre en 1986 d'une femme en la poignardant lors d'un cambriolage.            | Ruth Ann Minner |
| 13 | Abdullah Hameen    | 25 mai 2001       | Injection létale | Meurtre en 1991 d'un homme lors d'une transaction de drogue.                    | Ruth Ann Minner |
| 14 | Brian Steckel      | 4 novembre 2005   | Injection létale | Meurtre en 1994 d'une femme après l'avoir violée et brûlé vive.                 | Ruth Ann Minner |
| 15 | Robert Jackson     | 29 juillet 2011   | Injection létale | Meurtre en 1992 d'une femme avec une hache lors d'un cambriolage.               | Jack Markell    |
| 16 | Shannon Johnson    | 20 avril 2012     | Injection létale | Meurtre en 2006 du compagnon de son ex-femme.                                   | Jack Markell    |

Avant l'abolition en 2016, le couloir de la mort du Delaware comptait 16 condamnés. Entre 1974 et 2016, 18 condamnés ont été graciés dans le Delaware,.

### Sources
- (en) Administration pénitentiaire du Delaware
- (en) Federal court finds in state’s favor, lifts stays on executions